# René Schietse
René Schietse, né le 14 juin 1890 à Gand en Belgique et mort le 3 janvier 1955 dans la même ville, est un footballeur international belge qui joue au poste de milieu de terrain.
Il a évolué comme milieu de terrain au Racing Club de Gand. Avec cette équipe, il monte en Division 1 en 1911. L'année suivante, il joue une finale de Coupe de Belgique. 
Il est international belge en 1911. Il joue un deuxième match avec l'équipe nationale en 1914.
Son club, le Racing Club de Gand se maintient parmi l'élite jusqu'en 1921.

## Palmarès
- International de 1911 à 1914 (2 sélections)
- Premier match international: le 4 mars 1911, Angleterre-Belgique, 4-0 (match amical à Londres)
- Deuxième match international: le 26 avril 1914, Pays-Bas-Belgique, 4-2 (match amical à Amsterdam)
- Champion de Belgique D2 en 1908 et 1911 avec le Racing Club de Gand
- Finaliste de la Coupe de Belgique en 1912 avec le Racing Club de Gand